# Solofa Fatu
Solofa Fatu (født d. 11. oktober 1965 er en samoansk-amerikansk fribryder der er bedst kendt som Rikishi da han wrestlede for WWE.

## Biografi

### De tidlige år
Fatu wrestlede i mange år for adskillige promotions rundt omkring i verden, bl.a. i Puerto Rico og i Canada. Mens han wrestlede i Canada var han kendt som Prince Alofa. I Puerto Rico wrestlede han sammen med Samu, i Samoan Swat Team – et hold der senere blev kendt som The Headshrinkers, som deres fædre mange år forinden havde wrestlet i. Samoan Swat Team var også et smut forbi World Class Championship Wrestling i Texas, og et smut forbi det der senere blev WCW, hvor de bl.a. fejdede med The Skyscrapers og Road Warriors. 

### World Wrestling Federation
Samoan Swat Team blev til The Headshrinkers, da de debuterede i WWF i 1992. Afa blev deres manager, og de blev hurtigt berygtet for deres stenhoveder. Gruppen fejdede flere gange med Natural Disasters og mange andre hold, og de udfordrede også flere gange tag team titlerne. Ved Royal Rumble 1994 hjalp de Yokozuna mod The Undertaker, i deres Casket match. Headshrinkers blev "good guys" og fejdede bl.a. mod The Quebecers. De vandt også tag team titlerne, men mistede dem igen til Diesel og Shawn Michaels. I slutningen af 1994 forlod Samu WWF midlertidigt, pg.a. skader. Fatu dannede derfor The New Headshrinkers sammen med Sionne. Holdet havde dog meget minimal succes, da Sionne også endte med at forlade WWF til fordel for WCW. Fatu fik nu et helt andet gimmick, hvor han afslørede at han talte engelsk, og var vokset op på gaderne i USA. Hans gimmick gik ud på at opmuntre gadebørn til at gøre en forskel. Dette blev dog droppet, og i 1996 blev han til The Sultan – en stereotypisk arabisk figur. Han blev bl.a. ledsaget af The Iron Sheik, og kæmpede mod The Rock ved WrestleMania 13. Fatu vendte tilbage i 1999 som Rikishi – en sumobryder lign. figur, med afbleget hår, solbriller og en meget stor bagdel. Denne bagdel brugte han på flere måder som våben i ringen, hvilket blev hans kendetegn. Han dannede et hold med Grandmaster Sexay og Scotty 2 Hotty. Gruppen dansede konstant, og det gav nogle humoristiske øjeblikke, da Rikishi ikke så nær så hip ud som de to andre. De vendte ham ryggen, og Rikishi fortsatte alene. Rikishi begyndte at opføre sig som en "bad guy" mod slutningen af 2000, da han gik amok efter et nederlag mod Eddie Guerrero og angreb Chyna. Han blev afsløret som manden der havde kørt Steve Austin ned, og sagde at grunden til det var at så kunne hans fætter, The Rock blive verdensmester igen. Rikishi var involveret i den store Armageddon Hell in a Cell ved WWF Armageddon 2000. Her faldt han fra buret, og ned i en vogn der stod nedenfor buret. I 2001 dannede han et tag team med Haku, men dette varede ikke længe da Rikishi blev skadet. I 2002 blev Rikishi medlem af SmackDown!, hvor han bl.a. hjalp Hulk Hogan og Edge mod Christian, William Regal og Test. Han hjalp også Stephanie McMahon flere gange, i hendes krig mod RAW lederen, Eric Bischoff. I 2004 gendannede Rikishi sit tag team med Scotty 2 Hotty, og de forsvarede deres tag team titler ved WrestleMania XX. Han blev senere på året fyret, efter en skade.

### Total Nonstop Action
I øjeblikket kæmper Solofa som Junior Fatu i TNA.